# Margarida d'Àustria (emperadriu romanogermànica)
Margarida Maria Teresa d'Àustria (Madrid, 12 de juliol de 1651-Viena, 12 de març de 1673) va ser infanta d'Espanya, filla de Felip IV i de Maria Anna d'Àustria. Va ser emperadriu consort del Sacre Imperi Romanogermànic pel seu matrimoni amb l'emperador Leopold I.

## Biografia

### Primers anys
Va néixer al Reial Alcàsser de Madrid el 12 de juliol de 1651, filla del rei Felip IV de Castella i de la seva segona muller, Maria Anna d'Àustria. Era neta, per via paterna, del rei Felip III i de Margarida d'Àustria i, per via materna, de l'emperador Ferran III i de Maria Anna d'Àustria. Va ser batejada a la capella pel nunci de la Santa Seu assistit d'altres prelats. La padrina va ser la infanta Maria Teresa.
Durant uns anys, la impossibilitat de la infanta Maria Teresa de ser la successora, pel seu casament amb Lluís XIV de França, i la mort del seu germà, el príncep Baltasar Carles, va fer que Margarida fos vista com una ferma hereva de la monarquia, davant la manca, encara, d'hereus mascles per part de Felip IV. Tanmateix, finalment acabarien naixent els seus germans petits, especialment el futur Carles II.

### Matrimoni
Va esdevenir emperadriu pel matrimoni amb Leopold I, el 12 de setembre de 1666, una aliança dinàstica dins de la família Habsburg per fer front a França. Va ser mare de quatre fills, dels quals només va arribar a la maduresa la filla gran.
- Ferran Venceslau d'Àustria (Viena, 1666-1668).
- Maria Antònia d'Àustria (Viena, 1669-Munic, 1692). Casada amb Maximilià II Manuel de Baviera.
- Joan Leopold d'Àustria (Viena, 1670).
- Maria d'Àustria (Viena, 1672).

Malgrat que Margarida fou casada quan tan sols tenia catorze anys, la infanta espanyola aconseguí formar al costat de l'emperador Leopold I un matrimoni feliç amb interessos i gustos semblants entre els quals l'art, i en especial la pintura, hi tenien un espais preponderant.

### Mort
Va morir amb només 21 anys, el 12 de març de 1673. El seu marit es tornà a casar, aquesta vegada amb la princesa Elionor del Palatinat-Neuburg, cunyada del rei Carles II d'Espanya, germà de Margarida.

## Arts
La infanta ha sigut retratada en diverses ocasions per diversos artistes, entre ells Velázquez, Edgar Degas i Pablo Picasso, qui li va dedicar diverses obres a la seva sèrie de Las Meninas.